# Willibrord Joseph Mähler

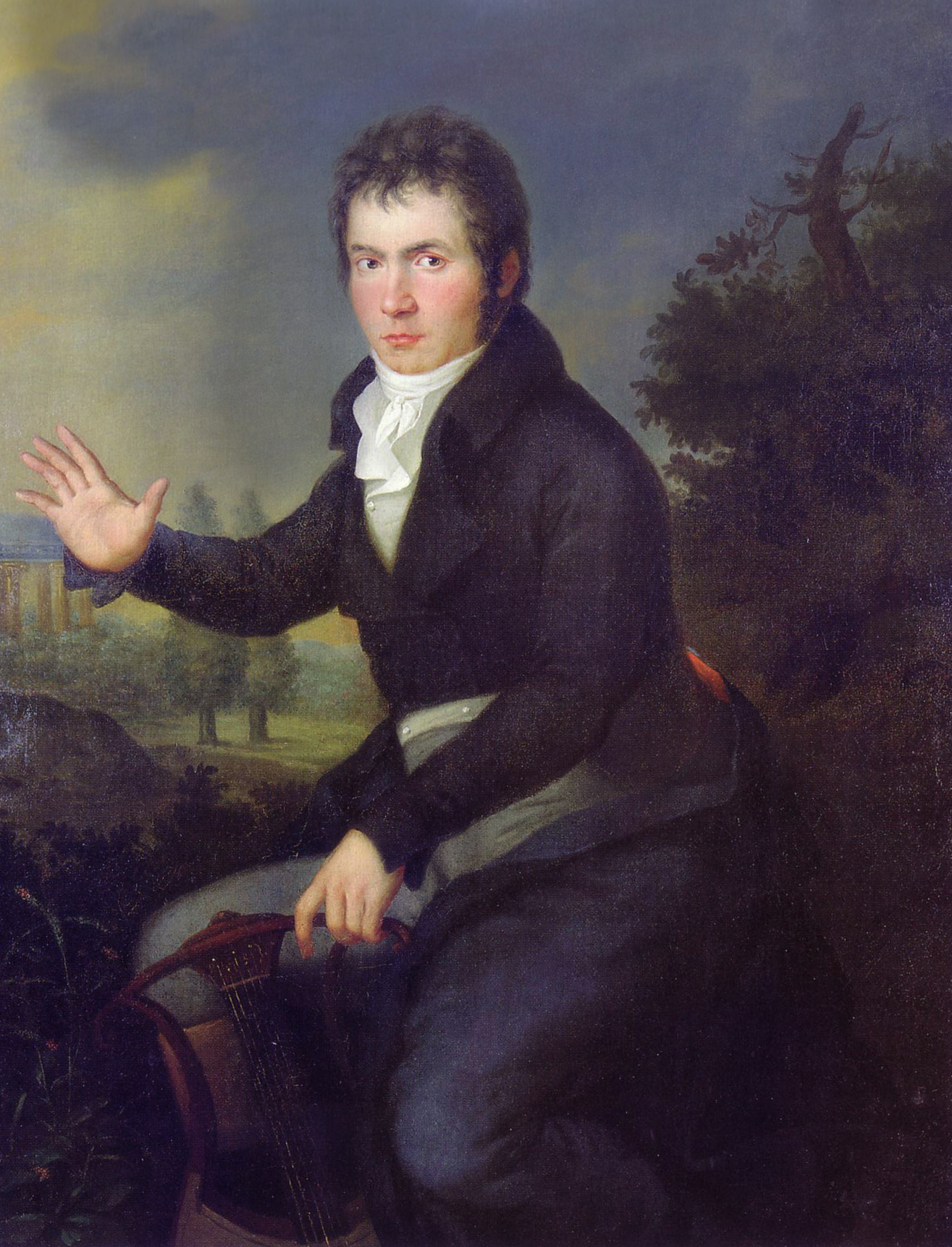
Ludwig van Beethoven, Porträt von Willibrord Joseph Mähler, Herbst 1803

Johann Willibrord Joseph Anton Mähler (* 10. Juni 1778 in Koblenz-Ehrenbreitstein; † 20. Juni 1860 in Wien) war ein deutscher Maler und Komponist.

## Leben
Mähler war ein Sohn aus der Ehe des kurfürstlichen Geheimrats Franz Joseph Maehler mit Anna Johanna Maehler geb. Vacano. Er wurde am 10. Juni 1778 in Ehrenbreitstein geboren und am selben Tag in der dortigen Heilig-Kreuz-Kirche auf die Namen Johann Willibrord Joseph Anton getauft. Die Familie zog 1786 nach Koblenz. Etwa ab 1800 studierte er drei Jahre bei Anton Graff in Dresden und ab 1803 an der Wiener Akademie der bildenden Künste. Nach dem Studium wurde er Beamter in der Geheimen Kabinettskanzlei in Wien, 1820 „Offizial“ in der Haus-, Hof- und Staatskanzlei, später dort Hofkonzipist und Hofsekretär, ab 1849 „Einreichungs-Protokoll-Direktor“.

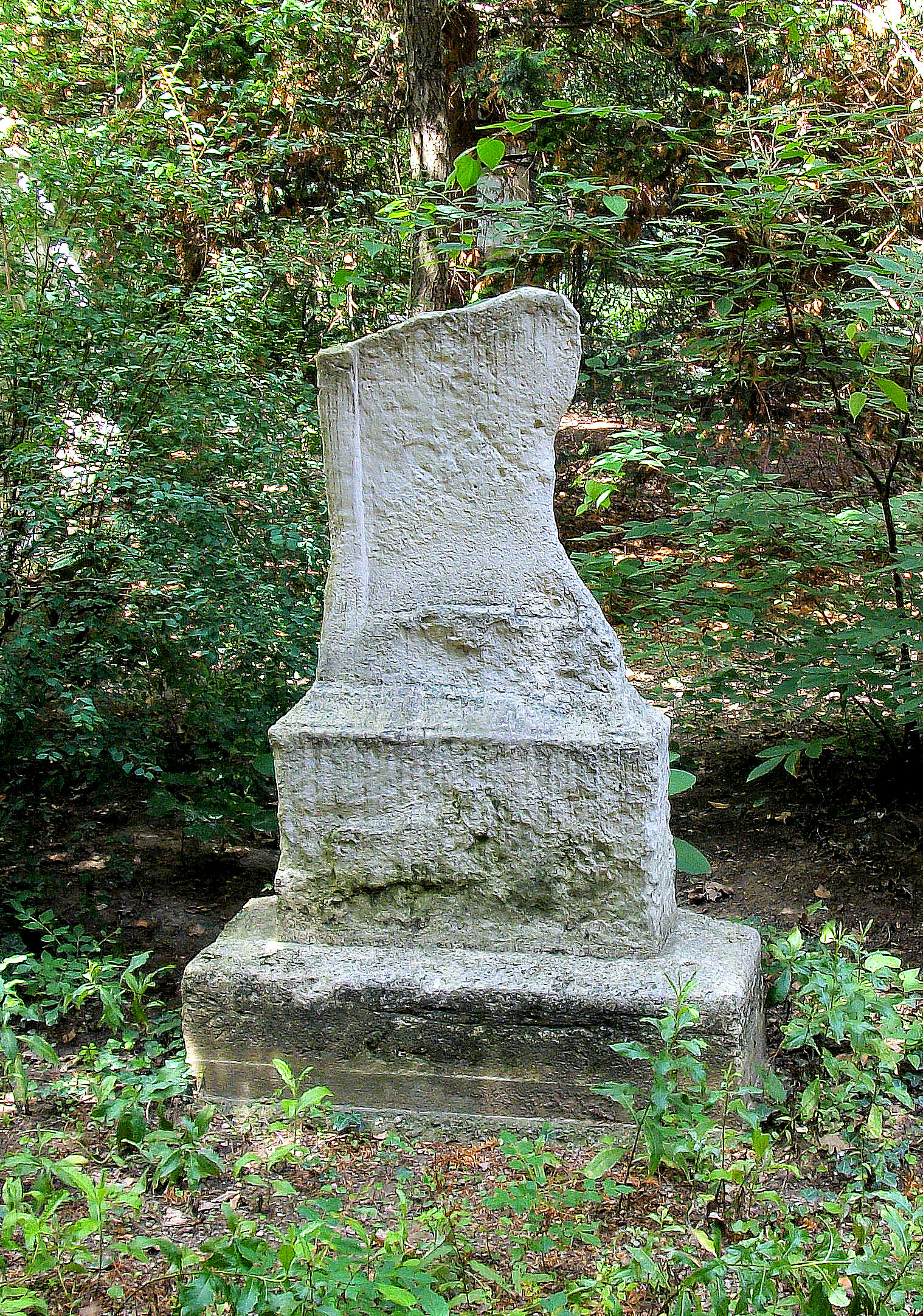
Mählers Grab im Gräberhain des Währinger Parks

Ab 1819 war er außerdem Leiter des Lithographischen Büros und verfasste 1835 die Abhandlung Die Lithographische Druckerey der Staatskanzlei.

## Mählers Porträts von Beethoven und anderen Wiener Komponisten
Nach seinem Beethoven-Porträt befragt erzählte Mähler später dem Beethoven-Biographen Alexander Wheelock Thayer, dass er den Komponisten im Herbst 1803 durch seinen Beamten-Kollegen Stephan von Breuning kennenlernte, der zugleich einer der engsten Freunde Beethovens war. Wie Mähler erklärte, wohnte der Komponist damals im Theater an der Wien und war gerade mit der Beendigung der Eroica beschäftigt. Das Finale spielte ihm Beethoven am Klavier vor. Das Porträt befindet sich heute in der Beethoven-Gedenkstätte im Pasqualati-Haus. Es stellt Beethoven mit einer Lyra in der Hand vor einer idealisierten Landschaft dar.
1814/15 schuf er mehrere weitere Musikerporträts, darunter erneut von Beethoven sowie von Johann Nepomuk Hummel, Antonio Salieri, Ignaz von Seyfried und Michael Umlauf, die später über Joseph Sonnleithner überwiegend in den Besitz der Gesellschaft der Musikfreunde gelangten. Mähler erarbeitete diese Sammlung ursprünglich für sich selbst, wie 1815 die Zeitschrift Friedensblätter berichtet:

„Bey unserm Wunsche, hiesige Künstler und Kunstarbeiten, die nicht nach Verdienst gekannt sind, allgemeiner bekannt zu machen, ist uns die Nachricht von der Tonkünstler-Gallerie des Herrn Mähler, die wir zufällig durch einen Kunstfreund erhalten haben, sehr angenehm gewesen; wir eilen unsern Lesern die Notiz davon zu geben und sie ihrer Aufmerksamkeit zu empfehlen. Herr Porträtmaler Mähler, von Ehrenbreitstein gebürtig, hat drey Jahre unter dem berühmten, nun verstorbnen Graff in Dresden, sodann auf der hiesigen Kunstakademie studirt, und seitdem sein Künstlerleben in hiesiger Kaiserstadt mit Glück und Ehre begonnen. Unter seinen größern Werken, welche den Beweis eines seltnen Talents und einer großen Meisterschaft liefern, nennen wir nur das große Oelgemälde des Kaisers, das im Kanzleysaale des Hofkriegsrathsgebäudes, dem, in welchem die Beamteneide abgelegt zu werden pflegen, hängt, und das durch die Aehnlichkeit und Grandiosität des Styls die Blicke der Kenner fesselt. – Was nun seine Gallerie ausgezeichneter Tonkünstler betrifft, so hat er sie, als Liebhaber der verwandten Kunst der Musik, zu seinem eignen Vergnügen angelegt, und schon 13 Bildnisse von lebenden oder erst kürzlich verstorbenen Komponisten vollendet, bey denen man nicht weiß, ob man mehr die vollendete Aehnlichkeit oder die ächte Seelenmalerey, die aus ihnen spricht, bewundern soll. Es sind die Bildnisse von Salieri, van Beethoven, Weigl, Gyrowetz, Vanhal, Gelinek, Eybler, Hummel, Umlauf, Krommer, u. a., welche diese seltne Gallerie bilden, und dem Freunde der Musik, wie der Malerey, das überraschendste Vergnügen gewähren. Die Gallerie ist übrigens nicht geschlossen, sondern wird von dem sinnigen Künstler fortwährend durch die Bildnisse seiner ausgezeichneteren Kunstverwandten vermehrt.“

Daneben hat Mähler einige Lieder und Kammermusikwerke veröffentlicht.